# Ángel Tacchino del Pino
Ángel Miguel Tacchino Del Pino (Callao, 4 de marzo de 1951-Lima, 28 de julio de 2022) fue un periodista, empresario y político peruano. Ejerció como alcalde del distrito de Pueblo Libre desde 1999 hasta el 2006 y se desempeñaba como regidor de Lima para el periodo 2019-2022.

## Biografía
Nació en el distrito de Bellavista ubicado en el Callao, el 4 de marzo de 1950. Hijo de Ángel Tacchino Benanet y de Laura del Pino Chávez. Estaba casado con Ana María Zárate Delgado.
Realizó sus estudios primarios en el Colegio "La Salle" ubicado en Breña y los secundarios en el Instituto San Antonio de Varones del Callao. Hizo unos estudios de postgrado de Defensa y Desarrollo Nacional en el Centro de Altos Estudios Nacionales.

## Labor periodística
Ángel Tacchino se incursionó en la vida periodística como narrador de noticieros como “El Panamericano”, “24 horas”, y “Buenos días, Perú” de Panamericana Televisión en la década de los 80.
También fue conductor del noticiero “Confirmado” de TVPerú en 2007 y director periodístico en Editores de Prensa desde 2008 hasta el 2013.

## Labor política
Se inició en la política en las elecciones municipales de 1995 como candidato a regidor de Lima por el recién creado partido Somos Perú con Alberto Andrade quien postulaba como alcalde de Lima y logró tener éxito junto a Tacchino quien también logró ingresar al Municipio de Lima.

### Alcalde de Pueblo Libre
En las elecciones municipales de 1998, anunció su candidatura a la alcaldía del distrito de Pueblo Libre y logró ser elegido para el periodo municipal 1999-2002. Al culminar su gestión, postulo a la reelección del cargo en las elecciones municipales del 2002 y logró tener nuevamente éxito para otro periodo municipal.
Intentó una segunda reelección al municipio, sin embargo, no resultó reelegido.
En 2009, durante la gestión del entonces alcalde Luis Castañeda, asumió la Gerencia de Fiscalización y Control de la Municipalidad Metropolitana de Lima. Se afilió al partido Solidaridad Nacional y postuló a la alcaldía del distrito de San Borja en 2014, sin obtener éxito.

### Regidor de Lima
Para las elecciones municipales del 2018, postuló nuevamente al cargo de regidor de Lima por el partido Podemos Perú quien el candidato al municipio era Daniel Urresti. Tacchino resultó elegido para el periodo municipal 2019-2022.

## Fallecimiento
El 28 de julio del 2022, Ángel Tacchino falleció a los 72 años debido a una penosa enfermedad. La noticia fue anunciada por el municipio de Pueblo Libre.